# Кубок конфедерацій 2003
Кубок конфедерацій 2003 (англ. 2003 FIFA Confederations Cup) — шостий Кубок конфедерацій, який пройшов з 18 по 29 червня 2003 року в Франції. Цей кубок став останнім, який проводився не за рік перед чемпіонатом світу і не в країні-господарці наступного мундіалю. Крім того, цей турнір став першим, в якому переможцем стала збірна, що вже вигравала цей трофей.
Турнір був затьмарений смертю камерунського футболіста Марка-Вів'єна Фое, який помер від серцевої недостатності в півфінальному матчі проти збірної Колумбії.

## Учасники
| Збірна        | Конфедерація | Кваліфікована як                        | Потраплянь | Дата кваліфікації |
| ------------- | ------------ | --------------------------------------- | ---------- | ----------------- |
| Франція       | УЄФА         | Господар, Переможець Євро-2000          | 2          |                   |
| Бразилія      | КОНМЕБОЛ     | Переможець чемпіонату світу 2002        | 4          | 30 червня 2002    |
| США           | КОНКАКАФ     | Фіналіст Золотого кубку 2002            | 3          | 2 лютого 2002     |
| Колумбія      | КОНМЕБОЛ     | Фіналіст Копа Америка 2001              | 1          | 29 липня 2001     |
| Камерун       | КАФ          | Переможець КАН-2002                     | 1          | 10 лютого 2002    |
| Туреччина     | УЄФА         | Бронзовий призер чемпіонату світу 20021 | 1          | 29 червня 2002    |
| Нова Зеландія | ОФК          | Переможець Кубок націй ОФК 2002         | 2          | 14 липня 2002     |
| Японія        | АФК          | Переможець Кубка Азії 2000              | 4          | 29 жовтня 2000    |

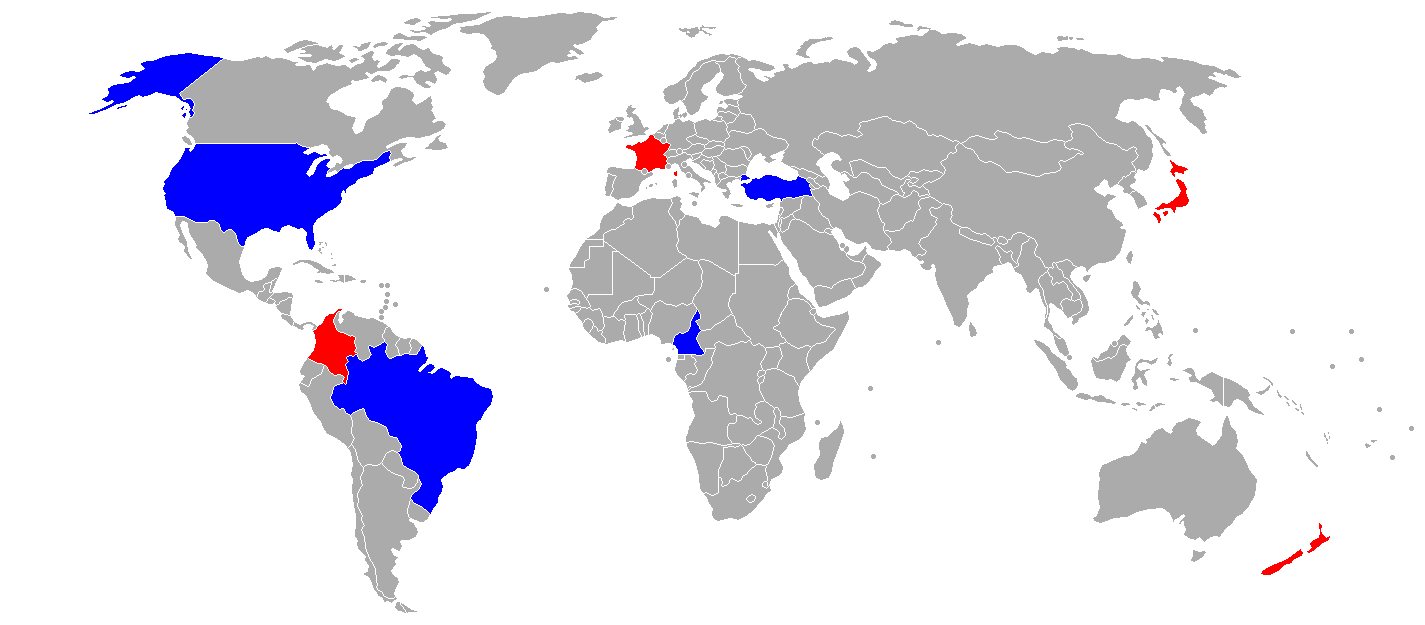
Країни-учасники турніру

1Переможець Євро-2000 ( Франція) кваліфікувався на турнір ще раніше як господар. Фіналіст Євро-2000 ( Італія) і фіналіст чемпіонату світу 2002 ( Німеччина) відмовились від участі в турнірі.

## Стадіони
Всі матчі були зіграні на:
| Сен-Дені                         | Ліон                      | Сент-Етьєн                       |
| -------------------------------- | ------------------------- | -------------------------------- |
| «Стад де Франс» Глядачів: 80 000 | «Жерлан» Глядачів: 41 200 | «Жоффруа Гішар» Глядачів: 36 000 |
|                                  |                           |                                  |

## Арбітри
Список арбітрів, що обслуговували Кубок конфедерацій 2003:
| КАФ - Коффі Коджія АФК - Масуд Мораді УЄФА - Лусіліу Кардозу - Валентин Іванов - Маркус Мерк | КОНКАКАФ - Карлос Батрес ОФК - Марк Шилд КОНМЕБОЛ - Карлос Амарілья - Хорхе Ларріонда |

## Груповий етап

### Група A
| Збірна        | І | В | Н | П | ГЗ | ГП | РГ  | О |
| ------------- | - | - | - | - | -- | -- | --- | - |
| Франція       | 3 | 3 | 0 | 0 | 8  | 1  | +7  | 9 |
| Колумбія      | 3 | 2 | 0 | 1 | 4  | 2  | +2  | 6 |
| Японія        | 3 | 1 | 0 | 2 | 4  | 3  | +1  | 3 |
| Нова Зеландія | 3 | 0 | 0 | 3 | 1  | 11 | −10 | 0 |

| 18 червня 2003 18:00 CEST |

| Нова Зеландія | 0 — 3    | Японія                       |
| ------------- | -------- | ---------------------------- |
|               | Протокол | Накамура 12', 75' Наката 65' |

| "Стад де Франс", Сен-Дені Глядачів: 36,038 Арбітр: Коффі Коджія (Бенін) |

| 18 червня 2003 21:00 CEST |

| Франція         | 1 — 0    | Колумбія |
| --------------- | -------- | -------- |
| Анрі 39' (пен.) | Протокол |          |

| "Жерлан", Ліон Глядачів: 38,541 Арбітр: Лусіліу Кардозу (Португалія) |

| 20 червня 2003 19:00 CEST |

| Колумбія                            | 3 — 1    | Нова Зеландія   |
| ----------------------------------- | -------- | --------------- |
| Кабальєро 58' Єпес 75' Ернандес 85' | Протокол | де Грегоріо 27' |

| "Жерлан", Ліон Глядачів: 22,811 Арбітр: Карлос Батрес (Гондурас) |

| 20 червня 2003 21:00 CEST |

| Франція                   | 2 — 1    | Японія       |
| ------------------------- | -------- | ------------ |
| Пірес 43' (пен.) Гову 65' | Протокол | Накамура 59' |

| "Жоффруа Гішар", Сент-Етьєн Глядачів: 33,070 Арбітр: Марк Шилд (Австралія) |

| 22 червня 2003 21:00 CEST |

| Франція                                            | 5 — 0    | Нова Зеландія |
| -------------------------------------------------- | -------- | ------------- |
| Капо 17' Анрі 20' Сіссе 71' Жюлі 90+1' Пірес 90+3' | Протокол |               |

| "Стад де Франс", Сен-Дені Глядачів: 36,842 Арбітр: Масуд Мораді (Іран) |

| 22 червня 2003 21:00 CEST |

| Японія | 0 — 1    | Колумбія     |
| ------ | -------- | ------------ |
|        | Протокол | Ернандес 68' |

| "Жоффруа Гішар", Сент-Етьєн Глядачів: 24,541 Арбітр: Хорхе Ларріонда (Уругвай) |

### Група B
| Збірна    | І | В | Н | П | ГЗ | ГП | РГ | О |
| --------- | - | - | - | - | -- | -- | -- | - |
| Камерун   | 3 | 2 | 1 | 0 | 2  | 0  | +2 | 7 |
| Туреччина | 3 | 1 | 1 | 1 | 4  | 4  | 0  | 4 |
| Бразилія  | 3 | 1 | 1 | 1 | 3  | 3  | 0  | 4 |
| США       | 3 | 0 | 1 | 2 | 1  | 3  | −2 | 1 |

| 19 червня 2003 19:00 CEST |

| Туреччина                  | 2 — 1    | США       |
| -------------------------- | -------- | --------- |
| Їлмаз 40' (пен.) Шанли 73' | Протокол | Бізлі 37' |

| "Жоффруа Гішар", Сент-Етьєн Глядачів: 16,944 Арбітр: Хорхе Ларріонда (Уругвай) |

| 19 червня 2003 21:00 CEST |

| Бразилія | 0 — 1    | Камерун   |
| -------- | -------- | --------- |
|          | Протокол | Ето'о 83' |

| "Стад де Франс", Сен-Дені Глядачів: 46,719 Арбітр: Валентин Іванов (Росія) |

| 21 червня 2003 19:00 CEST |

| Камерун             | 1 — 0    | Туреччина |
| ------------------- | -------- | --------- |
| Нжітап 90+1' (пен.) | Протокол |           |

| "Стад де Франс", Сен-Дені Глядачів: 43,743 Арбітр: Карлос Амарілья (Парагвай) |

| 21 червня 2003 21:00 CEST |

| Бразилія    | 1 — 0    | США |
| ----------- | -------- | --- |
| Адріано 22' | Протокол |     |

| "Жерлан", Ліон Глядачів: 20,306 Арбітр: Лусіліу Кардозу (Португалія) |

| 23 червня 2003 21:00 CEST |

| Бразилія                | 2 — 2    | Туреччина               |
| ----------------------- | -------- | ----------------------- |
| Адріано 23' Алекс 90+3' | Протокол | Караденіз 53' Їлмаз 81' |

| "Жоффруа Гішар", Сент-Етьєн Глядачів: 29,170 Арбітр: Маркус Мерк (Німеччина) |

| 23 червня 2003 21:00 CEST |

| США | 0 — 0    | Камерун |
| --- | -------- | ------- |
|     | Протокол |         |

| "Жерлан", Ліон Глядачів: 19,206 Арбітр: Марк Шилд (Австралія) |

## Плей-оф
|  | Півфінали            | Півфінали            |   |                        | Фінал                  | Фінал |  |
|  |                      |                      |   |                        |                        |       |  |
|  | 26 червня — Ліон     |                      |   |                        |                        |       |  |
|  | Камерун              | 1                    |   |                        |                        |       |  |
|  | Колумбія             | 0                    |   |                        |                        |       |  |
|  |                      |                      |   |                        |                        |       |  |
|  |                      |                      |   |                        | 29 червня — Сен-Дені   |       |  |
|  |                      |                      |   |                        | Камерун                | 0     |  |
|  |                      | Франція (з.г.)       | 1 |                        |                        |       |  |
|  |                      |                      |   |                        |                        |       |  |
|  |                      |                      |   |                        |                        |       |  |
|  |                      |                      |   |                        | Матч за третє місце    |       |  |
|  | 26 червня — Сен-Дені | 26 червня — Сен-Дені |   | 28 червня — Сент-Етьєн | 28 червня — Сент-Етьєн |       |  |
|  | Франція              | 3                    |   | Колумбія               | 1                      |       |  |
|  | Туреччина            | 2                    |   |                        | Туреччина              | 2     |  |

### Півфінали
| 26 червня 2003 18:00 CEST |

| Камерун   | 1 — 0    | Колумбія |
| --------- | -------- | -------- |
| Ндьєфі 9' | Протокол |          |

| "Жерлан", Ліон Глядачів: 12,352 Арбітр: Маркус Мерк (Німеччина) |

| 26 червня 2003 21:00 CEST |

| Франція                        | 3 — 2    | Туреччина               |
| ------------------------------ | -------- | ----------------------- |
| Анрі 11' Пірес 26' Вільтор 43' | Протокол | Караденіз 42' Шанли 48' |

| "Стад де Франс", Сен-Дені Глядачів: 41,195 Арбітр: Хорхе Ларріонда (Уругвай) |

### Матч за 3-тє місце
| 28 червня 2003 18:00 CEST |

| Колумбія     | 1 — 2    | Туреччина          |
| ------------ | -------- | ------------------ |
| Ернандес 63' | Протокол | Шанли 2' Їлмаз 86' |

| "Жоффруа Гішар", Сент-Етьєн Глядачів: 18,237 Арбітр: Марк Шилд (Австралія) |

### Фінал
| 29 червня 2003 21:00 CEST |

| Камерун | 0 — 1 (з.г.) | Франція  |
| ------- | ------------ | -------- |
|         | Протокол     | Анрі 97' |

| "Стад де Франс", Сен-Дені Глядачів: 51,985 Арбітр: Валентин Іванов (Росія) |

| Кубок конфедерацій 2003  |
| ------------------------ |
| · Франція · Другий титул |

## Нагороди
| Золотий м'яч    | Золотий бутс     | Фейр-плей |
| --------------- | ---------------- | --------- |
| Тьєррі Анрі     | Тьєррі Анрі      | Японія    |
| Срібний м'яч    | Срібний бутс     |           |
| Тунджай Шанли   | Тунджай Шанли    |           |
| Бронзовий м'яч  | Бронзовий бутс   |           |
| Марк-Вів'єн Фое | Сюнсуке Накамура |           |

## Бомбардири

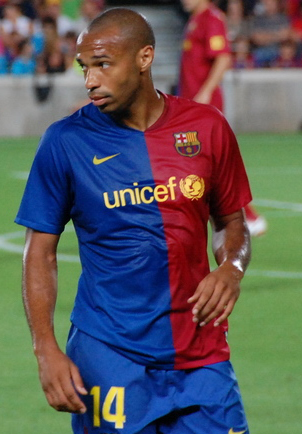
Тьєррі Анрі — найкращий бомбардир та гравець турніру

4 голи
- Тьєррі Анрі

3 голи
- Джованні Ернандес
- Робер Пірес
- Сюнсуке Накамура
- Тунджай Шанли
- Окан Їлмаз

2 голи
- Адріано
- Гекденіз Караденіз

1 гол
- 14 футболістів